# Reprezentacja Irlandii na Mistrzostwach Świata w Wioślarstwie 2009
Reprezentacja Irlandii na Mistrzostwach Świata w Wioślarstwie 2009 liczyła jednego sportowca. Jego najlepszym wynikiem było 16. miejsce w jedynce mężczyzn.

## Medale

### Złote medale
Brak

### Srebrne medale
Brak

### Brązowe medale
Brak

## Wyniki

### Konkurencje mężczyzn
- jedynka (M1x): Sean Casey – 16. miejsce